# Pontiac Ventura
Pontiac Ventura — серия автомобилей, выпускавшихся с 1960 по 1977 год подразделением Pontiac компании General Motors. 
До 1970 года автомобиль Pontiac Ventura являлся версией Pontiac Catalina с высоким уровнем комплектации. В 1962 году Pontiac Ventura стал прародителем Pontiac Grand Prix. 
Название Ventura автомобиль получил в честь Вентуры. Конкурентами являются Chevrolet Malibu и Mercury Monterey. 
С 1971 года Pontiac Ventura являлся ребеджингом Chevrolet Nova. Преемником стал Pontiac Phoenix. 

## 1960—1970
Впервые Pontiac Ventura был представлен в 1960 году. Он выпускался в кузовах четырёхдверный хардтоп и двухдверное купе. Платформу B-body автомобиль разделял с Pontiac Catalina. Колёсная база составляла 123 дюйма.
- 1960 Pontiac Ventura Vista
- Шильдик
- 1961 Pontiac Ventura Sports Coupe
- 1966 Pontiac Catalina Ventura Hardtop Coupe
- 1968 Pontiac Ventura Hardtop Coupe
- 1969 Pontiac Catalina Ventura
- 1970 Pontiac Catalina Ventura Hardtop Coupe

## 1971—1977
С 1971 года Pontiac Ventura начал выпускаться на платформе X-body и стал называться Ventura II. Производство длилось с 1971 по 1977 год с фейслифтингом в 1976 году. После 1972 года суффикс «II» был исключён, а в 1978 году преемником Ventura стал Phoenix. До 1975 года предлагался пакет опций Ventura Sprint. Конкурентами являлись Ford Granada и Mercury Monarch. 
- 1971 Pontiac Ventura
- 1974 Pontiac Ventura
- 1975 Pontiac Ventura
- 1976 Pontiac Ventura
- 1976 Pontiac Ventura Coupe